# Museo nacional de artes decorativas
Il Museo Nacional de Artes Decorativas (Museo nazionale delle arti decorative, originariamente, Museo nazionale delle arti industriali) si trova in via Montalbán 12, a Madrid, in Spagna, a sud della Puerta de Alcalá e sul lato occidentale del Parco del Retiro. È uno dei musei più antichi della città, situato all'interno del Triangolo d'oro dell'Arte. Seguendo l'esempio del Victoria and Albert Museum di Londra, illustra l'evoluzione delle arti industriali o "minori", inclusi mobili, ceramiche, vetri e tessuti. Le collezioni riguardano in particolare i secoli XVI e XVII; la sua collezione contiene circa 70.000 pezzi. Le sue 62 sale espositive si trovano all'interno di un palazzo vicino ai Jardines del Retiro de Madrid. Il museo ha ricevuto 71.472 visitatori nel 2017.

## Storia
Il Museo nazionale delle arti decorative è stato istituito con Regio Decreto nel 1912, con la denominazione di Museo nazionale delle arti industriali. Seguì un precedente durante il regno di Amedeo I di Spagna, quando fu istituito un Museo industriale. Nella sua prima fase, l'istituto era orientato alla ricerca piuttosto che al turismo. Era un luogo di apprendimento per artigiani, produttori e designer, simile al Victoria and Albert Museum di Londra e al Musée des Arts Décoratifs di Parigi. La sua enfasi è basata sul XVI e XVII secolo. Il museo ha collaborato con altre nazioni, come quando, nel 1933, invitò il Messico a presentare una mostra artistica.

## Architettura
Il museo era inizialmente situato in un edificio in calle Sacramento a El Madrid de los Austrias, dove occupava sei sale. Nel 1932 venne trasferito nella sede attuale in via Montalbán, tra il Paseo del Prado e il Parco del Retiro, in un palazzo del XIX secolo, costruito dalla duchessa di Santoña negli anni ottanta dell'Ottocento. Nel 1909 l'edificio divenne una scuola di formazione per insegnanti. L'immobile fu acquistato dallo Stato nel 1941, che realizzò alcuni primi lavori di ristrutturazione. L'edificio e le collezioni sono stati dichiarati Bien de Interés Cultural nel 1962. Il museo dispone di 62 sale distribuite su cinque piani.

## Collezioni
Il museo è uno dei più grandi e riccamente arredati di Madrid. Ospita collezioni di grande interesse, sia etnografico che di artigianato artistico di ceramiche, mobili, gioielli, tessuti e arti orientali. Dei 40.000 oggetti raccolti, circa 15.000 sono dati in prestito ad altri musei, tra cui la Real Fábrica de Cristales de La Granja. Il museo si concentra sulle arti decorative spagnole, ma include esempi di altri paesi, per lo più ceramiche e oggetti di lusso importati fin dall'antichità. Molte delle sale ricreano scene del passato, utilizzando arredi originali e altri pezzi; ci sono esempi di cucine settecentesche.
La collezione di mobili è ben rappresentata a partire dal XIV secolo, periodo in cui i mobili erano molto poveri e quei pezzi rimasti sono rarità. La collezione dal gotico al barocco è la migliore che ci sia in un museo pubblico spagnolo e le collezioni del Patrimonio Nazionale sono per lo più del XVIII secolo e successive. I pezzi includono scrivanie, sedie e mobili di vario tipo. La collezione di Arti orientali mette in risalto le porcellane delle dinastie Ming (1368-1644) e Qing (1644-1912). Alcuni pezzi vennero creati in Cina per conto di famiglie spagnole e presentano i loro stemmi. La collezione orientale comprende anche abiti imperiali cinesi, strumenti musicali, dipinti di pergamene e bronzi. La sezione della ceramica ospita circa 4.000 pezzi in argilla, ceramica e porcellana. Il più antico è un vaso di Toledo dell'XI secolo. Ci sono esempi delle opere di alcuni dei principali produttori spagnoli: Manises, Talavera de la Reina, El Puente del Arzobispo e Cerámica de Teruel. La sezione delle porcellane spagnole comprende pezzi della Porcelana de Alcora, della Real Fábrica de Porcelana del Buen Retiro e della Real Fábrica de La Moncloa. Ci sono anche pezzi di quasi tutte le altre importanti manifatture europee, come Sèvres, Limoges e Capodimonte, oltre a piastrelle socarrat marcate e firmate.
La collezione di vetri è vasta e spazia dalla Grecia del IV secolo a.C., all'Impero romano e ai Visigoti. Frammenti di ceramica di Siviglia risalgono all'XI-XII secolo e ceramiche persiane al XIV-XVI secolo. Ci sono pezzi unici di René Lalique e della Real Fábrica de Cristales de La Granja, dal 1727 al 1823. Il settore tessile comprende l'abbigliamento (civile e religioso) e l'arredamento della casa, compresa la seta di Granada del XV secolo. Ci sono pezzi dal II secolo fino ai giorni nostri. I tipi di stoffa includono damasco, velluto, ricamo (compresi marocchini e arabi), pizzi, questi sono modellati in ventagli, borse e biglietti da ballo. I tappeti di Cuenca e Alcaraz, dal XV al XVII secolo, sono molto rari e sono esempi di alcuni dei migliori pezzi di proprietà pubblica. Il museo ha anche una collezione di manufatti in metallo con una gamma di oggetti, dai braccialetti sahariani e fibule marocchine ai calamai turchi (XVIII-XIX secolo) e alle casse coreane.